# Ivtchenko-Progress D-136
Le D-136 est un turbomoteur de très forte puissance employé exclusivement par l'hélicoptère russe de transport lourd Mi-26 Halo. Dépassant les 11 000 chevaux de puissance, il a été conçu par l'OKB Ivtchenko-Progress, puis fabriqué par Motor Sich, en Ukraine.

## Conception et développement
Conçu à partir de la fin des années 1970 par le constructeur ukrainien Ivtchenko-Progress ZMKB, il était destiné à être employé par paires dans des hélicoptères dont la masse se situait aux alentours des 20 tonnes. Dérivé du turbofan D-36 du même constructeur, il est en production depuis 1978. Depuis 1983, la production est assurée par Motor Sich, une autre entreprise ukrainienne.

## Caractéristiques

### Éléments internes
Comme le D-36 qui lui sert de base de développement, le D-136 est un moteur triple corps doté de nombreux modules, facilitant les interventions d'entretien et maintenance. Sur les dix modules qui constituent ce moteur, cinq sont identiques à ceux du D-36 et peuvent être permutés d'un moteur à l'autre. Selon le site du constructeur, la durée de vie d'un D-136 est de 3 000 heures,. Sa puissance au décollage est de 11 400 ch à un régime de 8 300 tr/min.
Le compresseur est divisé en deux corps : un compresseur basse-pression (BP), à six étages axiaux, suivi d'un compresseur haute-pression (HP) à sept étages, également axiaux. Sa conception est identique à celle du compresseur du D-36, à l'exception du carter intermédiaire situé entre les compresseurs BP et HP. Ce carter a pour fonction de relier le moteur à la structure de l'hélicoptère, mais joue également le rôle d'amortisseur de vibrations. L'air en provenance du compresseur est ensuite mélangé à du carburant dans la chambre de combustion annulaire, puis les gaz chauds s'échappent à travers les turbines HP et BP. Reliées à leurs compresseurs respectifs par des arbres concentriques, elles sont axiales à un étage chacune, et sont suivies par une turbine libre dite « de puissance », qui est dotée de deux étages.
L'arbre de transmission liant la turbine de puissance à la boîte à engrenages du moteur est situé à l'arrière de celui-ci, et passe à travers les cloisons de la tuyère. La boîte à engrenages réducteurs, en aluminium, ne pèse que 3 639 kg mais peut encaisser une puissance totale de 19 725 ch. Elle a pour particularité de ne posséder aucun engrenage à planétaires au niveau du boîtier reliant les arbres de puissance des deux moteurs au rotor principal. Le dispositif d'échappement est conçu comme une tuyère divergente et sert à réduire la vitesse des gaz et les décharger dans l'atmosphère à une assez bonne distance de l'axe du moteur.

### Régulation
Le système de contrôle du moteur fonctionne selon le principe de la régulation. En effet, le rotor d'un hélicoptère tourne à vitesse constante, de même que le moteur qui l'entraîne, avec certes un rapport de réduction entre les deux, obtenu par la boîte à engrenages réducteurs située sur le moteur (rapport de réduction de 63 pour 1 → 8 300 tr/min à la turbine, convertis en 132 tr/min rotor). Afin de pouvoir maintenir cette vitesse constante malgré les variations de puissance demandées par le pilote via la manette des gaz, le calculateur du moteur va calculer le dosage de carburant idéal pour compenser les pertes ou les augmentations de régimes occasionnées par les changements d'angles d'attaque des pales du rotor principal de l'hélicoptère.
Pour faire simple, lorsque le pilote va demander de la puissance, l'augmentation brutale de l'incidence des pales va augmenter leur résistance à l'avancement, et donc faire chuter le régime moteur. Le calculateur, qui veut maintenir la vitesse à une valeur constante, va donc augmenter le débit de carburant dans le moteur pour rattraper la vitesse de rotation perdue sur le rotor. À l'inverse, si le pilote relâche de la puissance, la soudaine diminution de l'incidence des pales va diminuer leur résistance à l'avancement, le rotor va accélérer et le régime moteur va dépasser sa valeur prévue. Le calculateur va donc en conséquence réduire le débit de carburant pour laisser chuter le régime et le faire revenir à la valeur prévue, dite « consigne ».
Ce principe est globalement le même pour tous les hélicoptères existants, et ne se limite pas au D-136. Sur ce dernier, la mesure de régime est effectuée au niveau de la turbine libre. Ce moteur fonctionnant toujours par paires, il est équipé d'un dispositif de sécurité qui désynchronise l'un des deux moteurs s'il est victime d'une défaillance.

## Applications
- Mil Mi-26 (à l'exception du Mi-26M)